# Mon père à moi
Pour plus de détails, voir Fiche technique et Distribution.
Mon père à moi (Me and me Dad) est un film britannique de Katrine Boorman, sorti en 2012.

## Synopsis
Katrine Boorman, l’une des quatre enfants issus du premier mariage de John Boorman avec la costumière allemande Christel Kruse, retrouve apparemment son père après la séparation de celui-ci avec sa seconde épouse. Katrine interroge John Boorman sur ses souvenirs de cinéma, sa conception du métier et sur sa vie familiale. Le tournage s’étant effectué durant plusieurs années, le cinéaste apparaît sous différents jours, tantôt sérieux et docte, puis drôle et taquin, et enfin émouvant lorsqu’il se remémore sa relation avec Telsche, « sa fille préférée » disparue. Katrine, les jumeaux Charley et Daisy, chacun vient témoigner, soit à propos de ses prestations dans les films du père ou de ses rapports personnels. Christel Kruse-Boorman apporte sa contribution en louant notamment « l’intelligence » de Lee Marvin, acteur du  Point de non-retour qui expédia par la fenêtre le premier (mauvais) scénario du film pour donner carte blanche à John Boorman. Katrine a filmé le cinéaste à Londres ainsi que sans sa propriété irlandaise, puis à Paris où père et fille fleurissent la tombe de Telsche au cimetière de Montmartre. Avec des extraits d’archives, de captations durant le tournage de certains films du cinéaste : Délivrance, Excalibur, La Forêt d'émeraude…

## Fiche technique
- Titre original : Me and me Dad
- Titre français : Mon père à moi
- Titre alternatif français : John Boorman, mon père et moi[1]
- Réalisation : Katrine Boorman
- Scénario : Katrine Boorman
- Photographie : Sophie Pierozzi
- Son : Rob Price
- Montage : Ash Jenkins
- Musique : Neil Maccoll, Kate St. John
- Production : Katrine Boorman, Danny Moynihan, Mel Agace
- Producteurs délégués : Rose Garnett, Christopher Simon, Felix Vossen
- Sociétés de production : Colourframe Ltd (Royaume-Uni), Embargo Films (Royaume-Uni)
- Société de distribution : High Point Media Group (vente à l’étranger)
- Pays d’origine :  Royaume-Uni
- Langue originale : anglais
- Format : couleur — 1.85:1 — son stéréo
- Genre : documentaire
- Durée : 66 min
- Date de sortie :  21 mai 2012 (Festival de Cannes)

## Distribution
- John Boorman : lui-même
- Katrine Boorman : elle-même
- Charley Boorman : lui-même
- Telsche Boorman : elle-même (images d’archives)
- Christel Kruse-Boorman : elle-même (première épouse de John)
- Daisy Boorman : elle-même (sœur jumelle de Charley)

## Distinctions

### Sélections
- Festival de Cannes 2012 : sélection officielle Cannes Classics.
- Festival du film britannique de Dinard 2012 : sélection « Avant-première », première projection le 3 octobre 2012

## Tournage
- Angleterre,  Irlande, Paris.